# LuckyFM茨城放送
株式会社LuckyFM茨城放送（ラッキーエフエムいばらきほうそう、英: Ibaraki Broadcasting System）は、茨城県を放送対象地域として中波放送（AMラジオ放送）を実施する特定地上基幹放送事業者。旧社名は株式会社茨城放送。FM補完中継局の設置・運用に関連して愛称をLuckyFMとし、現在の社名に変更している。茨城県唯一の県域民間放送事業者である。

## 概要
1963年（昭和38年）4月1日に開局した。これ以後に中波放送事業へ参入は無く、栃木放送とともに中波放送の一般放送事業者で、現在は民間特定地上基幹放送事業者として最後の参入である。
地方民間放送共同制作協議会（火曜会・CRN）は長らく未加盟だったが2007年（平成19年）に加盟している。
2011年（平成23年）7月20日に、関連会社株式会社IBS (IBS PROMOTION CO.) が特定地上基幹放送局の免許人の地位を承継して基幹放送局提供事業者となり、茨城放送は認定基幹放送事業者となる。
2016年（平成28年）6月1日に株式会社IBSと合併し、IBSの特定以外の地上基幹放送局の免許人の地位を承継して特定地上基幹放送事業者に戻った。
かつて「あっ茨城が聞こえる……」をステーションキャッチコピーとした。
長く茨城県、茨城新聞社、朝日新聞社が大株主で、社長は初代のみ茨城新聞社長、2代目以降は朝日新聞出身者が務めた。2003年頃に朝日新聞社が茨城新聞社をはじめとする既存株主から株式を引き受けて筆頭株主となる。2019年（令和元年）11月15日に茨城県出身でグロービス経営大学院大学学長、グロービス・キャピタル・パートナーズ代表パートナー堀義人の資産管理会社「有限会社水戸茨城イニシアティブ」は、朝日新聞社と日刊スポーツ新聞社が保有する株式（普通株式518,580株：議決権ベース35.12パーセント（%）、優先株式160,000株）を全て取得して11月14日付で筆頭株主となり、堀が取締役を務めるジャパン・プロフェッショナル・バスケットボールリーグ (B.LEAGUE) 加盟の茨城ロボッツの運営会社「株式会社茨城ロボッツ・スポーツエンターテインメント」は、茨城県が保有する株式の約6割（普通株式147,650株：議決権ベース10.0%）を取得して11月14日付で第2位の株主となったことをそれぞれ発表した。堀は非常勤取締役として、茨城ロボッツ代表の山谷拓志は非常勤監査役として経営に参画し、県域テレビ局の開局やエリア拡大など、事業拡張に取り組む。同局アナウンサー出身阿部重典が2020年6月開催株主総会を経て生え抜き初の社長に就いた。
新聞ラジオ欄の表記は各紙とも2021年（令和3年）の愛称変更後も「茨城放送」だが、代表電話番号に代えて一部新聞を除き問い合わせ用メールアドレス（info@ - ）を記載する。2024年（令和6年）2月に「LuckyFM」へ変更した。

### FM放送完全移行
ワイドFM放送を開始した2015年（平成27年）8月から「i-FM」の愛称を採用して従来の「IBS（Ibaraki Broadcasting System）」と併用したが、2021年（令和3年）4月1日から略称「IBS」の対外的使用を廃し（公文書など限られた用途での使用は継続）、新たに愛称を「LuckyFM茨城放送」へ変更した。AM放送の免許で放送するがFM（ワイドFM）放送へ主軸を移し、FMヨコハマ（神奈川県）、NACK5（埼玉県）、BAYFM（千葉県）に次ぐ首都圏第4局目の県域FM局を目指す。FMによるつくば局が開局する同年7月1日から、radikoの配信エリアを前述のFM3局と同じく関東1都6県に拡大した。新たなキャッチコピーとして「ヤバイ（88.1）ぜ茨城、LuckyFM」が制定された。
日本民間放送連盟に参加するAM放送事業者（民放AM局）が2028年までにAM放送免許の更新時期を迎え、民放AM局独自の経営判断によってAM放送からFM放送へ転換（またはAM・FM放送の併用）が可能になるような制度の整備を求める要望書を、総務省が設置する「放送事業の基盤強化に関する検討分科会」に提出し、総務省も2020年（令和2年）10月に『民間ラジオ放送事業者のAM放送のFM放送への転換等に関する「実証実験」の考え方』を公表したことから、民放AM47局で組織する「ワイドFM（FM補完放送）対応端末普及を目指す連絡会」で、茨城放送を含む44局が2028年秋までにFM局への転換を目指していることを2021年（令和3年）6月15日に発表している。
2024年（令和6年）2月1日から実証実験として土浦と県西のAM中継局を停波している。関東1都6県民放AM局で実証実験は茨城放送が唯一、実証実験は同年7月31日までとしたが、さらに長期間調査を行うため8月1日以降も継続する。2028年に予定される放送免許更新の際に総務省が再び特例措置を実施すれば、水戸本局のAM放送停波並びにFM放送へ完全移行も検討する。
茨城放送の開局60周年を機に社業の更なる発展を期するため、2024年2月1日から社名を「株式会社LuckyFM茨城放送」、放送局名称を「LuckyFM」にそれぞれ改めた。

### 中継局
| AM放送 | AM放送       | AM放送  | AM放送     | AM放送                | AM放送                         |
| 親局   | コールサイン | 周波数  | 空中線電力 | 所在地                | 備考                           |
| ------ | ------------ | ------- | ---------- | --------------------- | ------------------------------ |
| 水戸   | JOYF         | 1197kHz | 5kW        | 水戸市                |                                |
| 中継局 | コールサイン | 周波数  | 空中線電力 | 所在地                | 備考                           |
| 土浦   | JOYL         | 1458kHz | 1kW        | 土浦市                | 2024年2月1日より運用休止・停波 |
| 県西   |              | 1458kHz | 1kW        | 筑西市 （旧：関城町） | 2024年2月1日より運用休止・停波 |
| FM放送 |              |         |            |                       |                                |
| 中継局 | コールサイン | 周波数  | 空中線電力 | 所在地                | 備考                           |
| 水戸   |              | 94.6MHz | 1kW        | 桜川市 加波山         | 2015年8月17日開局              |
| 日立   |              | 88.1MHz | 100W       | 日立市 高鈴山         |                                |
| つくば |              | 88.1MHz | 100W       | つくば市 宝篋山       | 2021年7月1日開局               |

#### 廃止中継局
| FM放送 | FM放送       | FM放送  | FM放送     | FM放送 | FM放送            |
| 中継局 | コールサイン | 周波数  | 空中線電力 | 所在地 | 備考              |
| ------ | ------------ | ------- | ---------- | ------ | ----------------- |
| 守谷   |              | 88.1MHz | 20W        | 守谷市 | 2021年6月30日閉局 |

### 聴取可能エリア
2021年現在、水戸局（AMラジオ）の聴取可能エリアは茨城県の県北地域と県央地域、栃木県と福島県のそれぞれ一部地域、土浦局と県西中継局を合わせた聴取可能エリアは鹿行地域、県西地域、県南地域と千葉県、埼玉県それぞれ一部である。かつては県南地域の一部難聴取地域で聴取改善が課題となっていた。
水戸茨城イニシアティブに傘下入り後に県南地域の聴取改善と同時に首都圏方面へ聴取可能エリア拡大を模索し、2021年6月3日につくば市・宝篋山中継局の予備免許を取得する。放送区域は茨城県内坂東市から行方市の範囲及び利根川対岸の地域だが、東京都区部も含めた地域でワイドFM帯でない通常のFM周波数帯でも受信可能である。2021年7月からradikoの配信エリアを関東1都6県まで拡大した。
FM補完中継局の放送エリアはFM水戸局及びFM日立局を参照。

### スタジオ
- 水戸 Lucky スタジオ[注 3]（水戸本社）

第1（メイン） - 生放送用
第2（サブ） - 生放送用
第3 - 録音番組・CM収録など
第4 - ワンマンスタジオ
第5 - 録音番組・CM収録など
公開スタジオ - レコードカフェ、特別番組などで使用。YouTubeでの動画配信が可能な環境に改装され、2021年7月より運用開始。
- イーアスつくば Lucky スタジオ - つくば市研究学園ショッピングモール、iiasつくば内[注 4]
- 東京 Lucky スタジオ（東京本社） - 東京都千代田区二番町5-1[1]

### 放送概要
開局から長らく独立放送局であったが、2001年にNRNに加盟し、現在に至る。
独立局時代もニッポン放送と独自に回線を結び、プロ野球中継や報道特別番組をネットした。昭和天皇崩御の際の特別編成でニッポン放送制作の報道特別番組がネット受けされ、一部時間に放送された。箱根駅伝中継はNRN加盟後にアール・エフ・ラジオ日本のネットを受ける。
プロ野球のナイター中継も1993年までは土・日曜のみ（ニッポン放送のナイター中継をネット受けによる『IBSショウアップナイター』として）放送し、平日は野球中継と関係ない番組をシーズン中も放送していたことがあった。のちに『NRNナイター』をシーズン中の月曜を除く毎晩放送するようになった（ネット受けも全国送出局（平日：ニッポン放送、週末：文化放送）のものをそのまま放送）が、2021年度限り（この年は金曜のみ放送）で廃止された。
ラジオカーの愛称は「スクーピー」。

#### 放送時間
開局当初からNRN正式加盟前の2001年3月までは、深夜の放送は基本的に休止として、少なくとも1993年ごろまでは原則として6時00分放送開始 - 24時00分終了を基本としていた。のちに1994年ごろから平日は深夜0時30分、土・日は1時00分まで放送時間を延長していたが、事実上の終夜放送を開始したのはNRN加盟により、オールナイトニッポン（第1・2部）をフルネットするようになった2001年4月以後で、基本的に5時00分 - 6時00分（平日はのちに5時45分、5時50分）のみを番組休止とし『機器調整のためのテスト音楽』としてフィラー放送をしている（緊急にメンテナンスでの一時停波こそある）。2018年から2019年にかけて、中国国際放送制作番組を月 - 金曜の5時台に放送しており、この時期の火 - 金曜日に限り終日24時間放送になっていた。なお、日曜深夜 - 月曜早朝の月曜 0時00分 - 5時00分は試験電波信号の送信・停波の時間に充てている。

## 事業所
水戸本社
〒310-8505 茨城県水戸市千波町2084-2
東京本社
〒102-0084 東京都千代田区二番町5-1 住友不動産麹町ビル
※東京Lucky Studioを併設。

## テレビ放送進出計画
茨城県は民間テレビ放送の広域放送圏及び各都道府県のうち唯一、県域民間放送局がない。1971年に県域放送テレビ局兼営（ラテ兼営）を企図して免許申請したが、経営や不況のため断念して2004年に申請を取り下げた。総務省告示放送普及基本計画から一般放送事業者によるテレビジョン放送の放送対象地域「茨城県」の放送系の数の目標は削除された。日本放送協会 (NHK) は水戸放送局が総合テレビジョンの県域放送を開始した。
2019年11月に茨城放送の資本構成が変更となり、筆頭株主が朝日新聞グループから水戸茨城イニシアティブに異動となった。取締役に就いた堀義人は11月15日の記者会見で、茨城県は民間の県域テレビ局がなく魅力の発信や災害対応で「さまざまな課題を認識している」ために、テレビ局の開局や動画配信チャンネルの立ち上げを目指す。2020年5月21日茨城県が運営するインターネットテレビ局「いばキラTV」のコンテンツ制作に参画を発表する。

### 放送大学地上波周波数活用提案
2024年4月10日総務省｢デジタル時代における放送制度の在り方に関する検討会（第25回）」で、放送大学が2018年9月まで関東地方の地上テレビジョン放送で使用していた周波数 (28ch) の利用に係るニーズ調査で茨城放送がテレビ局の開設を提案していたことが明らかとなった。茨城放送が総務省に提案した内容では、番組内容は総合編成とし、特に地域の魅力発信、ニーズが高い災害情報の強化、まちづくり企画等に力点を置く他、放送大学の親局があった東京タワーからの送信を希望している。
東京タワーから送信で茨城放送地上波テレビ局開設が実現した場合、放送エリアが茨城県のみの場合は放送対象域外（東京都）に親局がある状態なので東京都東部・埼玉県の一部・千葉県東葛地域は必然的にスピルオーバーとなり、親局の電波が届かない茨城県北部視聴者の対応などが指摘される。
会長の北島重司は「ハードルは高く、可能性を探っている段階だ。茨城県は全国で唯一、民放地上テレビ局がない。アンテナを（キー局の電波が来る）東京に向けている視聴者も多く、放大の送信網をそのまま活用するのが合理的」と述べる。

## 資本構成
企業、団体名称、個人肩書は当時。出典：

### 2015年3月31日 - 2016年3月31日
| 資本金      | 発行済株式総数 | 株主数 |
| ----------- | -------------- | ------ |
| 6億6000万円 | 1,440,000株    | 38     |

| 株主               | 株式数    | 比率   |
| ------------------ | --------- | ------ |
| 朝日新聞社         | 478,580株 | 33.23% |
| 茨城県             | 238,320株 | 16.55% |
| 茨城県信用組合     | 089,180株 | 06.19% |
| 日立製作所         | 067,200株 | 04.66% |
| 日刊スポーツ新聞社 | 040,000株 | 02.77% |

## 沿革
- 1962年（昭和37年）9月 - 茨城放送株式会社を水戸市北三の丸（現在の北見町）に設立。
- 1963年（昭和38年）
  - 1月 - 株式会社茨城放送に社名変更。
  - 3月16日 - 水戸局の試験放送を開始（3月26日からは番組も放送）。
  - 4月1日 - 水戸局が独立放送局として開局。コールサインJOYF、周波数1200kc、出力1kW（1977年（昭和52年）に5kWに出力増強）[41]。
- 1965年（昭和40年）
  - 1月9日 - 土浦局の試験放送を開始。
  - 1月20日 - 土浦局が開局。コールサインJOYL、周波数1560kc、出力100W（1972年（昭和47年）12月に1460kHzへ移行され、1kWに出力増強）。
- 1971年（昭和46年） - テレビ放送免許申請。
- 1978年（昭和53年）11月23日 - 周波数9kHz間隔移行のために、水戸を1197kHz、土浦を1458kHzに変更。
- 1985年（昭和60年） - つくば万博会場内に特設スタジオを6ヶ月間設置、随時生放送を行った。
- 1990年（平成2年）
  - 春 - 土浦支社移転。土浦つくば支社に改称し、サテライトスタジオ「スタジオレイク」開設。
  - 12月 - 関城町に県西中継局設置。周波数1458kHz（土浦と同じ）出力1kW。
- 1993年（平成5年）3月 - 水戸市千波町の新社屋に移転。
- 1994年（平成6年）4月 - ワイド番組大改編。平日は早朝、午前、昼、午後、夕方の5ブロック体制に。平日のナイター放送開始
- 1998年（平成10年）3月 - 『ネットスペシャル〜AMラジオ・ワンダーランド』を栃木放送との共同制作により徳川慶喜展示館から2局同時生中継。
- 2000年（平成12年）3月 - NHK大河ドラマ『葵 徳川三代』放送記念特別番組を、東海ラジオ放送、和歌山放送と3局共同放送。
- 2001年（平成13年）4月 - NRNに本格加盟（それ以前よりニッポン放送制作などのナイター中継を専用回線経由でネット受け放送していた）。同時に『オールナイトニッポン』のネット放送開始。日曜深夜以外終夜23時間放送体制となる（5時台の1時間→後に45分間だけ休止するも、事実上フィラー=試験電波という名目で音楽を送るため事実上24時間化。ただし毎週日曜深夜 - 月曜未明は完全停波）。
- 2002年（平成14年）
  - 4月 - ワイド番組大改編。平日は早朝、午前、午後、夕方の4ブロック体制に（この体制は現在も続く）。
  - 4月28日 -「ラジオ祭り」が国営ひたち海浜公園開催となる。
- 2003年（平成15年）3月 - 72年に1度行われる、金砂神社磯出大祭礼のための特別報道体制をとる。
- 2004年（平成16年）4月 - テレビ放送免許申請取り下げ。
- 2005年（平成17年）10月 - ホームページが2度目のリニューアル（プロバイダドメインの新規開設及び独自ドメイン移行）。各番組のページもリニューアルした他、ジングルも流れるようになった。
- 2006年（平成18年）
  - 4月 - 『阿部重典のアットマーク』・『たかとりじゅんのビタミンJ!』以外のワイド番組が全て改編。栃木放送との同時生放送『きたかんホットライン』放送開始（10分番組）。
  - 7月 - 『ポッドキャストIBS』、スタジオからのライブカメラ開始[注 10]。
- 2011年（平成23年）
  - 3月11日 - 「東北地方太平洋沖地震」により特別態勢。茨城県唯一の県域民間放送機関として、茨城県内の情報を24時間休まず発信した。平常は放送を休止している月曜0時半過ぎの時間帯、音楽のみを放送している5時台も含む。ニコニコ生放送、Ustream、TwitCastingも活用してニコニコ生放送は3月19日22:40まで、UstreamとTwitCastingは3月下旬までサイマル配信した。
  - 4月4日 - ワイド番組改編。『あさカツ!』『ふれラジいばらき』『スマイルスマイル』放送開始。
  - 4月12日 - radikoの試験放送を開始。対象は茨城県内のみ。
  - 5月16日 - 東北地方太平洋沖地震で大きな被害にあった4県の復興支援目的として、民放ラジオ7局のサイマル放送を行う「radiko復興支援プロジェクト」での放送を開始。対象は全国。2012年（平成24年）3月31日まで実施された。
  - 7月20日 - 総務省は、茨城放送とその関連会社である株式会社IBS（旧・茨城放送プロモーション）[42]が申請していた、茨城放送に所属する中波放送局の免許人の地位のIBSへの承継（これによりIBSは基幹放送局提供事業者となる）の許可、および茨城放送の認定基幹放送事業者の地位の承継に対する認可を行い、同日承継が実施された[43]。既存の地上波放送局でソフト・ハードの分離が実施された初めての例となる。
  - 10月3日 - ニッポン放送制作『お早うネットワーク』（やじうまニュースネットワーク）のネット開始。リクエスト番組『JUMP〜』放送開始。
- 2012年（平成24年）10月1日 - ホームページのリニューアル。覗き見放送（第1スタジオの映像をUSTREAMのLIVE配信）の開始。
- 2013年（平成25年）4月1日 - ワイド番組改編。『HAPPYパンチ!』『いっセイのsay!』放送開始。
- 2014年（平成26年）1月23日 - 栃木放送と「大災害等緊急時の相互援助協定」を締結。
- 2015年（平成27年）
  - 3月 - 『IT's きたかん』終了に伴い、日曜午後のワイド番組が終了。
  - 7月21日 - 加波山FM補完中継局（以下、FM水戸局）の予備免許を受ける[44][45]。
  - 8月13日 - FM水戸局の本免許を受ける[46]。
  - 8月17日 - 「i-fm（あいえふえむ）」FM水戸局の本放送開始[47]。キャッチフレーズは「FMもAMも よくばりラジオ IBS茨城放送」。13:00 - 18:55で特別番組『FM開局特別番組 スタート!! i-fm 〜FM! AM!よくばりラジオ〜』（たかとりじゅん、菊地真衣）を放送。
  - 9月3日 - 高鈴山FM補完中継局（以下、FM日立局）の予備免許を受ける[48][49]。
  - 9月10日・11日 - 台風17号・18号により発生した線状降水帯により、茨城県や栃木県で記録的豪雨（平成27年9月関東・東北豪雨）。鬼怒川氾濫に伴う被害状況等を伝えるため全面的に緊急報道体制。『IBSダイナミックナイター・ナイタージョッキー』も休止し、『鬼怒川水害災害特別番組』を放送[50]。
  - 12月3日 - FM日立局が総務省から本免許を受ける[51]。
  - 12月7日 - FM日立局が開局[51][52]。
- 2016年（平成28年）6月1日 - 株式会社茨城放送と株式会社IBSが合併。株式会社茨城放送が特定地上基幹放送局の免許人の地位を承継した[4]。
- 2017年（平成29年）
  - 3月30日 - 守谷FM補完中継局（以下、FM守谷局）の予備免許を受ける[53]
  - 4月6日 - FM守谷局が総務省から本免許が交付される[54]。
  - 4月7日 - FM守谷局が開局[54][55]。
- 2019年（令和元年）11月14日 - 堀義人の資産管理会社「有限会社水戸茨城イニシアティブ」が朝日新聞社と日刊スポーツ新聞社の保有する茨城放送の全株式（35.12%）を取得して筆頭株主となる。また、茨城ロボッツの運営会社「株式会社茨城ロボッツ・スポーツエンターテインメント」が茨城県の保有する茨城放送の株式の約6割（10.00%）を取得して第2位の株主となる。
- 2020年（令和2年）
  - 3月19日 - 堀義人の資産管理会社「有限会社水戸茨城イニシアティブ」が新たに茨城放送の株式を取得し、持ち株比率が45.83%となる[56]。
  - 3月30日 - 番組改編に合わせて、「茨城新聞ニュース」を除く定時ニュース（「IBSニュース」「朝日新聞ニュース」など）の名称を「茨城放送ニュース」、「IBS交通情報」を「茨城放送交通情報」に改題。
  - 5月29日 - 取締役会で、取締役編成局長アナウンサー兼任阿部重典が初生え抜き社長昇格[57][58]、初女性取締役（非常勤）にグロービス広報室橋田真弓子[59]、それぞれを承認し、6月24日定時株主総会と取締役会で正式決定。
  - 9月1日 - ラジオ福島、栃木放送と「災害時と平常時の連携協定」を締結[60]し、平時の連携の一環として2020年11月から各局で観光情報紹介番組「ふくしま・いばらき・とちぎ Weekly Lounge」を放送開始する。
  - 9月28日 - 番組改編。自社制作深夜番組を24年ぶりに金曜22時 - 24時の時間帯で編成[61]。自社制作報道番組（ニュースを除く）を19年ぶりに土曜19時台で編成[62]。
- 2021年（令和3年）
  - 1月3日 - 番組改編。日曜9時台 - 11時台の時間帯にワイド番組を編成。等日は特別編成で放送開始は1月10日[63]。
  - 2月6日 - 19時頃から約2時間、音声SNS「Clubhouse」と連動企画を初めて実施[64][65]。ラジオ放送とClubhouseの連携を模索する実験として、番組関係者が報道番組『週刊ニュースポ!』を聴きつつClubhouseで意見交換した。
  - 3月29日 - 番組改編。月曜から木曜の21時台に報道番組、平日22時から24時の時間帯に自社制作の深夜番組を編成[66]。
  - 4月1日 - 愛称を「LuckyFM 茨城放送」[67][68]、ロゴマーク、ともに変更。ウェブサイトを刷新する。
  - 6月3日 - 宝篋山FM補完中継局（以下、FMつくば局）の予備免許を受ける[13][27]。
  - 6月24日 - FMつくば局の本免許を受ける。
  - 7月1日 - FMつくば局開局[13]、FM守谷局閉局、radiko配信エリア関東1都6県へ拡大、東京支社を本社に格上げ[28][69]。
「茨城放送ニュース」「茨城放送交通情報」「天気予報」の名称を「LuckyFMニュース」「LuckyFM交通情報」「LuckyFM天気予報」にそれぞれ改題[注 11]。
- 2022年（令和4年）7月23日、24日 - 初の主催音楽フェス「LuckyFM Green Festival」（通称：LuckyFes）を、国営ひたち海浜公園で開催[70][71]。
- 2023年（令和5年）11月1日 - 土浦局と県西中継局を「AM局の運用休止に係る特例処置」の適用による実証実験のため2024年（令和6年）2月1日から同年7月31日までの間、送信を休止することを発表[20][18]。
- 2024年（令和6年）2月1日
  - 社名を現在の「株式会社LuckyFM茨城放送」に、愛称を「LuckyFM」にそれぞれ変更。
  - 土浦局・県西中継局の送信を休止（同年7月31日まで休止としていたが、8月1日以降も休止を継続）。
- 2025年（令和7年）5月7日 - エフエム東京前社長の黒坂修が新社長に就任する人事を内定と発表[72][73]、6月25日第63回定時株主総会と取締役会で正式決定。

## 主要番組

### 自社制作番組
全国的にも珍しい詩吟専門番組『吟詠百選』、ラテン音楽専門番組『ラテンフォルクローレをご一緒に』（2023年に放送終了）など、独自色豊かな番組を放送している。
原則的には県内同一放送だが、かつては平日昼の一部時間帯で水戸局と土浦・県西局で異なる番組（例：1992年、水戸局『ガイドタイム』、土浦・県西局『スズキランチポップス』）を放送したり、土浦全国花火競技大会が行われる際には、土浦・県西局のみで大会の実況中継を行ったりすることがあった。また、夏の高校野球茨城大会中継の3回戦と4回戦は、水戸局と土浦・県西局でそれぞれ違う試合を放送していたこともあった。
ワイド番組は平日は早朝、午前、午後、夕方と4ブロックに別れ、土曜日は『土曜王国』など、他のワイド番組と比べて長時間の番組を編成している。改編ごとに平日の番組を金曜日で分割するか否かが別れることが多い。その場合は月 - 木と金・土で番組がわかれる。朝の情報番組を中心に週6日の放送になることもあり、現在でも『morningナビ!!』が該当する。最新改編時点で土曜日の放送は「早朝」「午前」「午後 - 夕方」の3ブロックとなっている。
日曜日は長らく生放送のワイド番組がなかったが、1998年の改編で『遠藤理のボン・ディマンシュ』がスタートし、この改編から全曜日にワイド番組が並ぶようになったが2015年ナイターイン編成で廃止されたものの、2020年春改編より復活した。
1996年、『パンパカパラダイス 今夜もきかナイト!』の後番組として『Dream Factory』を開始した。これは外部制作番組のネット受けの開始であり、茨城放送の深夜帯から徐々に自社制作が縮小していく。2004年9月末で終了し、文化放送制作の番組に切り替わった。
かつて、1999年のナイターオフ編成までは全日を通して自社制作の番組が比較的多く、個性的なアナウンサー、金曜（一時期は木曜）からの週末編成、若手女性演歌歌手を夜の中高生向け番組のパーソナリティに起用する等工夫を凝らして、構成力・出演者の知名度に勝る競合在京局に対抗した。
2001年のNRN加盟前後からニッポン放送、ならびに文化放送制作番組を同時ネットするようになった。2021年4月より、平日22〜23時台も自社制作番組となる。0時以降はNRN全国ネット番組を放送している。
隣県にある栃木放送と異なり生ワイド番組を除く自社制作番組の再放送がなく、制作プロダクション、地方局制作の番組およびコミュニティFM局制作の番組も少ない。
茨城県に民放FM局（JFN加盟局）がないためエフエム東京、JFNC制作の番組がごく僅か放送されたこともある。J-WAVE（JFL加盟局）や独立FM局制作の番組もごく僅か放送された。
『IBSプレシャスフライデー「台風19号水害〜そのとき県内は〜」』で2020年日本民間放送連盟賞ラジオ報道部門優秀賞を受賞した。
生放送中のスタジオ見学も可能で、2019年4月1日より平日10:00 - 11:30（11:00以降の受付は11:30退出）の時間帯での閲覧が可能であったが、2020年3月19日より新型コロナウイルス感染拡大防止のため見学は休止としている。

### 現行番組
2025年4月現在。番組表内の太字は自社制作番組。詳細については番組・タイムテーブル（LuckyFM公式サイト）を参照。

#### 平日
| 時 | 分 | 月曜日 | 火曜日 | 水曜日 | 木曜日 | 金曜日 |
| -- | -- | --- | --- | --- | --- | --- |
| 5  | 00 | 5:00 テスト音楽 | 5:00 テスト音楽 | 5:00 テスト音楽 | 5:00 テスト音楽 | 5:00 テスト音楽 |
| 5  | 45 | 5:45 小倉・IMALUの○○玉手箱（月・金） 解決!知っ得プレミアム（火） イトーとスドーの物申し隊!（水） 健康生活インフォメーション（木） | 5:45 小倉・IMALUの○○玉手箱（月・金） 解決!知っ得プレミアム（火） イトーとスドーの物申し隊!（水） 健康生活インフォメーション（木） | 5:45 小倉・IMALUの○○玉手箱（月・金） 解決!知っ得プレミアム（火） イトーとスドーの物申し隊!（水） 健康生活インフォメーション（木） | 5:45 小倉・IMALUの○○玉手箱（月・金） 解決!知っ得プレミアム（火） イトーとスドーの物申し隊!（水） 健康生活インフォメーション（木） | 5:45 小倉・IMALUの○○玉手箱（月・金） 解決!知っ得プレミアム（火） イトーとスドーの物申し隊!（水） 健康生活インフォメーション（木） |
| 6  | 00 | 6:00 Morningナビ!! ▽7:10 お早う!ニュースネットワーク（ニッポン放送）                                                              | 6:00 Morningナビ!! ▽7:10 お早う!ニュースネットワーク（ニッポン放送）                                                              | 6:00 Morningナビ!! ▽7:10 お早う!ニュースネットワーク（ニッポン放送）                                                              | 6:00 Morningナビ!! ▽7:10 お早う!ニュースネットワーク（ニッポン放送）                                                              | 6:00 Morningナビ!! ▽7:10 お早う!ニュースネットワーク（ニッポン放送）                                                              |
| 7  | 00 | 6:00 Morningナビ!! ▽7:10 お早う!ニュースネットワーク（ニッポン放送）                                                              | 6:00 Morningナビ!! ▽7:10 お早う!ニュースネットワーク（ニッポン放送）                                                              | 6:00 Morningナビ!! ▽7:10 お早う!ニュースネットワーク（ニッポン放送）                                                              | 6:00 Morningナビ!! ▽7:10 お早う!ニュースネットワーク（ニッポン放送）                                                              | 6:00 Morningナビ!! ▽7:10 お早う!ニュースネットワーク（ニッポン放送）                                                              |
| 8  | 00 | 6:00 Morningナビ!! ▽7:10 お早う!ニュースネットワーク（ニッポン放送）                                                              | 6:00 Morningナビ!! ▽7:10 お早う!ニュースネットワーク（ニッポン放送）                                                              | 6:00 Morningナビ!! ▽7:10 お早う!ニュースネットワーク（ニッポン放送）                                                              | 6:00 Morningナビ!! ▽7:10 お早う!ニュースネットワーク（ニッポン放送）                                                              | 6:00 Morningナビ!! ▽7:10 お早う!ニュースネットワーク（ニッポン放送）                                                              |
| 9  | 00 | 9:00 HAPPYパンチ! ▽11:10（火） 防災のチカラ                                                                                       | 9:00 HAPPYパンチ! ▽11:10（火） 防災のチカラ                                                                                       | 9:00 HAPPYパンチ! ▽11:10（火） 防災のチカラ                                                                                       | 9:00 HAPPYパンチ! ▽11:10（火） 防災のチカラ                                                                                       | 9:00 HAPPYパンチ! ▽11:10（火） 防災のチカラ                                                                                       |
| 10 | 00 | 9:00 HAPPYパンチ! ▽11:10（火） 防災のチカラ                                                                                       | 9:00 HAPPYパンチ! ▽11:10（火） 防災のチカラ                                                                                       | 9:00 HAPPYパンチ! ▽11:10（火） 防災のチカラ                                                                                       | 9:00 HAPPYパンチ! ▽11:10（火） 防災のチカラ                                                                                       | 9:00 HAPPYパンチ! ▽11:10（火） 防災のチカラ                                                                                       |
| 11 | 00 | 9:00 HAPPYパンチ! ▽11:10（火） 防災のチカラ                                                                                       | 9:00 HAPPYパンチ! ▽11:10（火） 防災のチカラ                                                                                       | 9:00 HAPPYパンチ! ▽11:10（火） 防災のチカラ                                                                                       | 9:00 HAPPYパンチ! ▽11:10（火） 防災のチカラ                                                                                       | 9:00 HAPPYパンチ! ▽11:10（火） 防災のチカラ                                                                                       |
| 12 | 00 | 9:00 HAPPYパンチ! ▽11:10（火） 防災のチカラ                                                                                       | 9:00 HAPPYパンチ! ▽11:10（火） 防災のチカラ                                                                                       | 9:00 HAPPYパンチ! ▽11:10（火） 防災のチカラ                                                                                       | 9:00 HAPPYパンチ! ▽11:10（火） 防災のチカラ                                                                                       | 9:00 HAPPYパンチ! ▽11:10（火） 防災のチカラ                                                                                       |
| 13 | 00 | 13:00 MUSIC STATE | 13:00 MUSIC STATE | 13:00 MUSIC STATE | 13:00 MUSIC STATE | 13:00 Lucky Fes MUSIC STATE |
| 14 | 00 | 13:00 MUSIC STATE | 13:00 MUSIC STATE | 13:00 MUSIC STATE | 13:00 MUSIC STATE | 13:00 Lucky Fes MUSIC STATE |
| 15 | 00 | 13:00 MUSIC STATE | 13:00 MUSIC STATE | 13:00 MUSIC STATE | 13:00 MUSIC STATE | 13:00 Lucky Fes MUSIC STATE |
| 16 | 00 | 16:00 CONNECT | | | | |
| 17 | 00 | 16:00 CONNECT | | | | |
| 18 | 00 | 16:00 CONNECT | | | | |
| 18 | 55 | 18:55ニュース・天気予報 | 18:55ニュース・天気予報 | 18:55ニュース・天気予報 | 18:55ニュース・天気予報 | 18:55ニュース・天気予報 |
| 19 | 00 | 19:00 磯山純のLove yourself | 19:00 菊地真衣のこんなんで、いいのかYO!?                                                                                          | 19:00 IBA Lucky MUSIC | 19:00 安達勇人のALOHA〜!! いばらき♪                                                                                               | 19:00 Golden Rule of Beauty |
| 19 | 30 | 19:00 磯山純のLove yourself | 19:00 菊地真衣のこんなんで、いいのかYO!?                                                                                          | 19:30 KEN EBISAWAのFuuuu!!ラジオ                                                                                                  | 19:30 LuckyもえClubMusic | 19:30 Lucky HIP HOP |
| 20 | 00 | 20:00 夜遊びジェームス | 19:00 菊地真衣のこんなんで、いいのかYO!?                                                                                          | 20:00 だっぺ帝国の逆襲 | 19:30 LuckyもえClubMusic | 20:00 ロボッツロッカールーム |
| 20 | 30 | 20:00 夜遊びジェームス | 19:00 菊地真衣のこんなんで、いいのかYO!?                                                                                          | 20:00 だっぺ帝国の逆襲 | 19:30 LuckyもえClubMusic | 20:30 宇宙まおのいばらきは宇宙だ!vamosホーリーホック                                                                              |
| 21 | 00 | 21:00 ダイバーシティニュース | 21:00 ダイバーシティニュース | 21:00 ダイバーシティニュース | 21:00 ダイバーシティニュース | 21:00 ダイバーシティニュース |
| 21 | 55 | 21:55 ニュース・天気予報 | 21:55 ニュース・天気予報 | 21:55 ニュース・天気予報 | 21:55 ニュース・天気予報 | 21:55 ニュース・天気予報 |
| 22 | 00 | 22:00 今夜はLucky Night〜赤プルマンデー〜                                                                                         | 22:00 Music Pick up 80's&90's | 22:00 今夜はLucky Night〜オスペンウェンズデー〜                                                                                   | 22:00 Music Pick up after Millennium（2000）                                                                                      | 22:00 今夜はLucky Night〜りほなアニソンフライデー〜                                                                               |
| 23 | 00 | 22:00 今夜はLucky Night〜赤プルマンデー〜                                                                                         | 22:00 Music Pick up 80's&90's | 22:00 今夜はLucky Night〜オスペンウェンズデー〜                                                                                   | 22:00 Music Pick up after Millennium（2000）                                                                                      | 22:00 今夜はLucky Night〜りほなアニソンフライデー〜                                                                               |
| 0  | 00 | 0:00 レコメン!（文化放送） | 0:00 レコメン!（文化放送） | 0:00 レコメン!（文化放送） | 0:00 レコメン!（文化放送） | 0:00 嵐・相葉雅紀のレコメン!アラシリミックス（文化放送）                                                                          |
| 1  | 00 | 1:00 オールナイトニッポン（ニッポン放送）                                                                                         | 1:00 オールナイトニッポン（ニッポン放送）                                                                                         | 1:00 オールナイトニッポン（ニッポン放送）                                                                                         | 1:00 オールナイトニッポン（ニッポン放送）                                                                                         | 1:00 オールナイトニッポン（ニッポン放送）                                                                                         |
| 2  | 00 | 山田裕貴のオールナイトニッポン | 星野源のオールナイトニッポン | 乃木坂46のオールナイトニッポン | ナインティナインのオールナイトニッポン                                                                                            | 霜降り明星のオールナイトニッポン                                                                                                  |
| 3  | 00 | 3:00 オールナイトニッポン0(ZERO)（ニッポン放送）                                                                                  | 3:00 オールナイトニッポン0(ZERO)（ニッポン放送）                                                                                  | 3:00 オールナイトニッポン0(ZERO)（ニッポン放送）                                                                                  | 3:00 オールナイトニッポン0(ZERO)（ニッポン放送）                                                                                  | 3:00 オールナイトニッポン0(ZERO)（ニッポン放送）                                                                                  |
| 4  | 00 | キタニタツヤのオールナイトニッポン0(ZERO)                                                                                         | あののオールナイトニッポン0(ZERO)                                                                                                 | 佐久間宣行のオールナイトニッポン0(ZERO)                                                                                           | マヂカルラブリーのオールナイトニッポン0(ZERO)                                                                                     | 三四郎のオールナイトニッポン0(ZERO)                                                                                               |
| 4  | 30 | 4:30 上柳昌彦 あさぼらけ（ニッポン放送）                                                                                          | 4:30 上柳昌彦 あさぼらけ（ニッポン放送）                                                                                          | 4:30 上柳昌彦 あさぼらけ（ニッポン放送）                                                                                          | 4:30 上柳昌彦 あさぼらけ（ニッポン放送）                                                                                          | 三四郎のオールナイトニッポン0(ZERO)                                                                                               |

#### 土曜日・日曜日
| 時 | 分 | 土曜日                                                                 | 日曜日                                             |
| -- | -- | ---------------------------------------------------------------------- | -------------------------------------------------- |
| 5  | 00 | 5:00 テスト音楽                                                        |                                                    |
| 5  | 45 | 5:45 ピックアップラジオショッピング                                    |                                                    |
| 6  | 00 | 6:00 Morningナビ!!                                                     | 6:00 朝の小鳥（文化放送） 最終週：番組審議会だより |
| 6  | 05 | 6:00 Morningナビ!!                                                     | 6:05 週刊 なるほど!ニッポン（ニッポン放送）        |
| 6  | 15 | 6:00 Morningナビ!!                                                     | 6:15 わくわくお届け便                              |
| 6  | 30 | 6:00 Morningナビ!!                                                     | 6:30 天使のモーニングコール（幸福の科学）          |
| 7  | 00 | 6:00 Morningナビ!!                                                     | 7:00 Sundayブレイクタイム                          |
| 7  | 10 | 6:00 Morningナビ!!                                                     | 7:10 世の光 いきいきタイム                         |
| 7  | 25 | 6:00 Morningナビ!!                                                     | 7:25 ニュース・天気予報                            |
| 7  | 30 | 6:00 Morningナビ!!                                                     | 7:30 みんなのクラシック                            |
| 8  | 00 | 6:00 Morningナビ!!                                                     | 8:00 ユー&ミー心のかけ橋（立正佼成会の宗教番組）   |
| 8  | 15 | 6:00 Morningナビ!!                                                     | 8:15 吟詠百選                                      |
| 8  | 45 | 6:00 Morningナビ!!                                                     | 8:45 Buy Now                                       |
| 9  | 00 | 9:00 4Me（フォーミー）                                                 | 9:00 ニュース・天気予報                            |
| 9  | 05 | 9:00 4Me（フォーミー）                                                 | 9:05 Sundayブレイクタイム                          |
| 9  | 15 | 9:00 4Me（フォーミー）                                                 | 9:15 今旬!インフォメーション                       |
| 9  | 30 | 9:00 4Me（フォーミー）                                                 | 9:30 Teen's FM                                     |
| 10 | 00 | 9:00 4Me（フォーミー）                                                 | 10:00 LuckyFM K-POP Sunday                         |
| 10 | 55 | 9:00 4Me（フォーミー）                                                 | 10:55 交通情報・天気予報                           |
| 11 | 00 | 9:00 4Me（フォーミー）                                                 | 11:00 CANDY TUNE桐原美月の青色RADIO                |
| 11 | 30 | 9:00 4Me（フォーミー）                                                 | 11:30 Sundayブレイクタイム                         |
| 11 | 35 | 9:00 4Me（フォーミー）                                                 | 11:35 旬!SHUN!ピックアップ                         |
| 11 | 50 | 9:00 4Me（フォーミー）                                                 | 11:50 ニュース・交通情報・天気予報                 |
| 12 | 00 | 9:00 4Me（フォーミー）                                                 | 12:00 SUPERROOM DJ MIX                             |
| 12 | 30 | 9:00 4Me（フォーミー）                                                 | 12:30 こちら110番                                  |
| 12 | 40 | 9:00 4Me（フォーミー）                                                 | 12:40 Sundayブレイクタイム                         |
| 12 | 55 | 9:00 4Me（フォーミー）                                                 | 12:55 ニュース・天気予報                           |
| 13 | 00 | 13:00 土曜王国                                                         | 13:00 SUNDAY 10 Carat Numbers                      |
| 14 | 00 | 13:00 土曜王国                                                         | 13:00 SUNDAY 10 Carat Numbers                      |
| 14 | 55 | 13:00 土曜王国                                                         | 14:55 交通情報・天気予報                           |
| 15 | 00 | 13:00 土曜王国                                                         | 15:00 MUSIC COUNTDOWN 10&10                        |
| 16 | 00 | 13:00 土曜王国                                                         | 15:00 MUSIC COUNTDOWN 10&10                        |
| 17 | 00 | 13:00 土曜王国                                                         | 17:00 Lucky HIP HOP(再放送)                        |
| 17 | 30 | 13:00 土曜王国                                                         | 17:30 ニュース・交通情報・天気予報                 |
| 17 | 45 | 13:00 土曜王国                                                         | 17:45 Lucky Music Selection                        |
| 18 | 00 | 18:00 まいどあり〜。                                                   | 18:00 Sunday ミュージックオンリクエスト            |
| 18 | 15 | 18:15 ニホンのナカミ（FM FUJI）                                        | 18:00 Sunday ミュージックオンリクエスト            |
| 18 | 30 | 18:30 堀義人が聞く リーダーの挑戦                                      | 18:00 Sunday ミュージックオンリクエスト            |
| 19 | 00 | 19:00 週刊ニュースポ!                                                  | 18:00 Sunday ミュージックオンリクエスト            |
| 19 | 55 | 19:00 週刊ニュースポ!                                                  | 19:55 ニュース・天気予報                           |
| 20 | 00 | 20:00 Jazz&J                                                           | 20:00 歌謡ワイド〜今夜は演歌をキカナイト!〜        |
| 20 | 30 | 20:30 わがままバイクライフ                                             | 20:00 歌謡ワイド〜今夜は演歌をキカナイト!〜        |
| 21 | 00 | 21:00 LuckyFes×BARKS Radio                                             | 20:00 歌謡ワイド〜今夜は演歌をキカナイト!〜        |
| 21 | 30 | 21:30 Bray meのラジオ「プレディオ」                                    | 20:00 歌謡ワイド〜今夜は演歌をキカナイト!〜        |
| 21 | 55 | 21:30 Bray meのラジオ「プレディオ」                                    | 21:55 ニュース・天気予報                           |
| 22 | 00 | 22:00 ミッドナイトクレイジーラジオ                                     | 22:00 佐咲紗花の花咲キラジオ                       |
| 22 | 30 | 22:00 ミッドナイトクレイジーラジオ                                     | 22:30 根本凪のシャカリキごじゃっぺラジオ           |
| 23 | 00 | 23:00 Rock’N’ Roll Journey                                             | 23:00 よかっぺラジオ                               |
| 23 | 30 | 23:30 SixTONESのオールナイトニッポンサタデースペシャル（ニッポン放送） | 23:30 亀渕昭信のお宝POPS（火曜会）                 |
| 0  | 00 | 23:30 SixTONESのオールナイトニッポンサタデースペシャル（ニッポン放送） | （0:00 - 5:00 放送休止）                           |
| 1  | 00 | 1:00 オードリーのオールナイトニッポン（ニッポン放送）                  | （0:00 - 5:00 放送休止）                           |
| 2  | 00 | 1:00 オードリーのオールナイトニッポン（ニッポン放送）                  | （0:00 - 5:00 放送休止）                           |
| 3  | 00 | 3:00 オールナイトニッポン0(ZERO)（ニッポン放送）                       | （0:00 - 5:00 放送休止）                           |
| 4  | 00 | ヤーレンズのオールナイトニッポン0(ZERO)（最終週）                      | （0:00 - 5:00 放送休止）                           |

#### 不定期・特別番組・期間限定番組
- 全国高等学校野球選手権大会茨城県大会・実況中継

3回戦以降は水戸市民球場から生中継。その他の試合については各ワイド番組の中で随時試合経過・結果を報告。2018年までは、全国大会において県代表校が出場する試合をABCラジオからのネット受けで中継を行っていた。
- 勝田全国マラソン実況中継（毎年1月第4日曜日）
- かすみがうらマラソン実況中継（毎年4月第3日曜日）
- 水戸黄門漫遊マラソン実況中継（毎年10月最終日曜日）
- Saturday night IN HANABI - 毎年11月第1土曜日、土浦全国花火競技大会会場からの実況生中継[注 19]。
- 番組審議会だより（日曜最終週 6:00 - 6:05） - かつてはブックマークIBS内で放送。
- よぐ²オシャらぐッ!
- ロボッツ ロッカールーム（B.LEAGUEレギュラーシーズン期間（概ね10月から5月）に放送）
- LuckyFesの楽しみ方（春季改編[注 20]からLuckyFes開催まで放送）
- 天皇盃全国都道府県対抗男子駅伝競走大会（RCCラジオ、1月第3or第4日曜日）
- Jリーグ中継（IBSスーパーサッカー）
- ふるさと放送局
  - 飛び出せ!石岡のお祭り（2000年までは毎年9月15日に放送）
  - IBSラジオキャラバン

### 過去番組

#### 自社制作番組

##### 平日
午前
- ラジオ朝刊
- 8時のリクエスト
- IBSフレッシュモーニング（1988年10月 - 1990年9月、月 - 土 7:00 - 9:00） - 茨城放送初の早朝ワイド番組
- おはよう阿部ニュー（1990年10月1日 - 1992年10月1日、月 - 木 7:00 - 11:00）
- なべちゃんのやる気の出るラジオ（1992年10月 - 1994年3月、月 - 木 7:00 - 11:00）
- 朝からおじゃまします!（1994年4月4日 - 2002年3月28日、月 - 土 7:00 - 9:00→6:50 - 9:00→6:30 - 9:00→6:00 - 9:00）
- もぎたてラジオ朝一番（2002年4月 - 2006年3月、月 - 木→月 - 金 6:00 - 8:30）
- 田辺昭雄のちょいマジらじお（2006年4月 - 2007年3月、月 - 金 6:00 - 8:30）
- 俊介の朝から満塁ホームラン（2002年4月1日 - 2003年3月27日、月 - 木 8:30 - 11:50）
- 俊介・章子の昼までドンドン（2003年3月31日 - 2004年3月25日、月 - 木 8:30 - 11:50）
- たかとりじゅんのビタミンJ!（2004年3月29日 - 2011年4月1日）
- タッチ・ミー・イン・ザ・モーニング（2006年4月 - 2011年3月）
- あさカツ!（2011年4月 - 2015年3月、月 - 土 6:00 - 9:00）
- ザ・モーニングあいかわ義晴です（1983年10月 - 1985年2月）
- ザ・モーニング飯田利夫です（1985年3月 - 1986年9月）
- ザ・モーニング野村邦夫です（1986年10月 - 1990年9月、月 - 木 9:05 - 11:55）
- 阿部重典の元気マーケット（1994年4月4日 - 2001年3月28日、月 - 水 9:00 - 11:50）
- たかとりじゅんのもっきん館（1994年4月7日[注 21] - 2001年3月30日、木、金 9:00 - 11:50）
- 阿部重典のOH!ワンダフル（2001年4月2日 - 2002年3月28日、月 - 木 9:00 - 11:50）
- ふれラジいばらき（2011年4月4日 - 2013年3月29日、9:00 - 12:50）
- ラジオはGOMOKUごはん（1990年10月 - 2000年3月、11:00 - 14:00→12:15 - 14:10）

昼 - 夕方
- 正午のリクエスト
- 亀宗ニューミュージックイン - 亀宗は、かつての大口スポンサーだった衣料量販店（既に廃業）。
- 世志凡太の半分冗談
- ごいっしょしませんか!IBSラジオです
- IBSミュージックアフタヌーン（ - 1985年2月・1985年10月 - 1988年3月）
- EXPOトゥデー（1985年3月 - 1985年9月） - 科学万博終了後は『IBSトゥデー』と改題して放送
- 210は音楽通り（1988年4月 - 9月）
- ラジオが一番!昼下がりのタダシ（1988年10月 - 1990年3月）
- ラジオが一番!昼下がりのトーク&ミュージック（1990年4月 - 1994年3月）
- 午後はおまかせ!気ままにラジオ（1994年4月 - 1997年3月）
- 気ままにアフタヌーン（1997年4月 - 2002年3月、14:10 - 16:55→14:10 - 15:55→13:00 - 15:55）
- かなリアンアイランド（2002年4月 - 2004年3月）
- サウンドアベニュー（2004年3月 - 2006年3月）
- おもしローカルいばラジオII（2006年4月[注 22] - 2008年3月）
- おもしローカルRadi Oh!（2008年4月 - 9月）
- サンシャイン・カフェ siesta（2008年10月 - 2011年3月）
- スマイル・スマイルPlus（2011年4月4日[注 23] - 2017年3月31日、13:00 - 15:55）
- ラジオ夕刊
- ニュースインいばらき（1978年4月 - 1982年3月）
- タイム4いばらき（1982年4月 - 1985年2月）
- ニューススタジオ530（ - 1985年2月）
- IBSイブニングスコープ（1985年10月 - 1999年4月）
- ニュース2000[注 24]（1999年4月5日 - 2001年3月31日、平日 16:00 - 17:55、土曜 17:00 - 17:55）
- ビビッと茨城（2001年4月2日 - 2002年3月30日、平日 16:00 - 17:55、土曜 17:00 - 17:55）
- 阿部重典のアットマーク（2002年4月1日 - 2008年3月28日）
- 夕刊ほっと（2008年3月31日 - 2013年3月29日）
- いっセイのsay!（2013年4月1日 - 2015年3月25日）
- ジェームス英樹のRadio Days（2015年4月 - 2017年12月）
- 日産ドライブパートナー
- 日産イブニングウェーブ（ - 2009年4月4日）

夜間
- ナイト・ワイド S,S,20!!（エスエストゥエンティ、1995年10月 - 1996年3月）
- IBSミュージックデリバリー（1996年10月 - 1999年3月、19:30 - 21:00）
- IBSレディオヘヴン（1999年10月4日 - 2000年3月31日、19:30 - 21:00）
- ただいまニュース入電中
- ワイドニュース・9時（ - 1991年9月）
- 青春デイズ・ナイト!（1991年10月 - 1994年3月）
- JUMP!（2011年10月3日 - 2013年3月29日、21:00 - 21:45）
- 夜のプロムナード
- 若者通り22時 夜はこれから（ - 1986年3月）
- IBSラジオヤングタウン（1986年4月 - 1992年3月、22:00 - 23:30）
- 今夜こそきっと・・・（1991年10月1日 - 1992年4月3日、23:35 - 24:00）
- パンパカパラダイス 今夜もきかナイト!（1992年4月6日 - 1996年4月5日、22:00 - 24:00→23:15 - 24:30）
- 高校進学実力養成テスト（ - 1999年2月19日）
- ちょっとタンマ!（1999年4月5日 - 2002年10月4日、22:30 - 22:55）
- PIT IN!（2004年4月1日 - 9月23日、22:20 - 22:35）
- 今夜はLucky Night
  - まほペンウエンズデー（2021年3月 - 2022年3月）
  - みのペンウエンズデー（2022年3月 - 2023年3月）
  - あやペンウエンズデー（2023年3月 - 2024年3月）
  - マシコ・フライデー（2020年10月 - 2022年9月）
  - さやかマンデー（2021年3月 - 2024年3月）

##### 金曜日
- ナベ・かなの週末ワイド（ - 1985年2月）
- ビッグとカナのザ・ウイークエンド（1985年3月 - 1986年3月）
- エンケン・カナのザ・ウイークエンド（1986年4月 - 9月）
- ザ・ウイークエンド相川由春です（1986年10月 - 1990年9月、金・土 9:05 - 11:55）
- Dokkin!遠藤理です（1990年10月5日 - 1994年4月2日、金・土 7:00 - 11:00）
- たかとりじゅんのタッチ&ゴー〜空飛ぶ金曜日〜（2001年4月6日 - 2002年3月29日、9:00 - 15:50）
- たかとりじゅんのドキドキ!ドッキン!!（2002年4月5日 - 2004年3月、金・土 6:00 - 11:55）
- たかとりじゅんのラジはこ十八番!（1988年10月 - 1994年3月、金・土 14:05 - 17:00）
- 上恭ノ介のアイム・カミング（2002年4月6日 - 2004年4月3日、金 12:10 - 17:55・土 12:00 - 17:55）
- ザ・フライデー（2004年4月9日 - 2006年3月31日、16:00 - 17:55）
- ミツコ de リラックス（2013年4月 - 2021年3月）

##### 土曜日
- 土曜の朝はオレンジ気分（2004年4月 - 2006年3月、6:00 - 8:30）
- 恭ノ介の天下御免（1994年4月9日 - 2002年3月30日、9:00 - 16:55）
- おっとガッテン恭ノ介（2004年4月10日  - 2006年4月1日、8:30 - 16:00→8:30 - 15:50）
- 週末情報番組 ラジサタマガジン（2006年4月8日 - 2007年3月31日、6:00 - 11:40）
- カビーとクラッチのどうよ[注 25]（2007年4月7日 - 2010年4月3日、8:30 - 11:40）
- サタスタ9（2010年4月10日 - 2015年3月28日、9:00 - 11:40→9:00 - 13:00）
- studio musica（2015年4月 - 2016年3月）
- &Money - 2021年4月 - 2022年3月
- 上恭ノ介のジャンプ・アップ・サタデー（ - 1988年9月）
- さてはとことん恭ノ介（2006年4月8日 - 2008年3月29日、12:00 - 18:00）
- 恭ノ介のココで語れば（2008年4月5日 - 2011年4月2日、12:00 - 18:00）
- notes.（2011年4月9日 - 2012年9月29日）
- ウィークエンド♥カフェ（2004年4月 - 2006年3月、16:00 - 17:55）
- STUDIO C2-SQUARE!（TBSラジオがキー局の企画ネット番組）
- しげのり・みなこのトンガリHot Wave
- Pashion School days（ニッポン放送がキー局の「Coke Teens Club」企画ネット番組）
- かばらのりおのそんなカバラ!（1998年10月10日 - 1999年4月3日、22:30 - 23:00）
- 週刊カルチャー・アクション（1997年4月12日 - 2000年5月27日、土曜 22:30 - 23:00→日曜 12:00 - 12:30→土曜 22:35 - 23:00）
- KOJIROの伝説の館（2006年10月 - 2008年3月） - 2006年6月までFMぱるるんにて放送。
- Ayakoのアニメパイレーツ（2012年10月 - 2014年3月） - 開始から半年間は「JUMP!」の1コーナー扱いで放送。
- ゴールデンイバラキ（2021年4月 - 9月）
- プロレス聴こうぜ!（2021年4月 - 9月）
- 髭・須藤寿の千波湖ちゃぷちゃぷ（仮） - 2022年9月）
- マサ&ナッキーのバイクライフ（2021年4月 - 2022年9月）
- LUCKY OUTDOOR STYLE〜ローカルハイクを楽しもう〜（2022年10月 - 2024年9月28日）
- 麻雀普及委員会 Root for M League（2020年10月 - 2025年3月）
- 土曜の漢…村田智史（2015年9月30日 - 2025年3月29日）

##### 日曜日
- Sunday jpops（2020年10月4日 - 2020年12月27日）
- Sunday レコードセレクション（2020年10月4日 - 2020年12月27日）
- お誕生日おめでとう（1963年4月4日 - 2020年12月27日）
- Music Pick up 70's（2021年1月 - 2021年6月27日）
- IBSヒットランキング
  - 歌謡カプセル→歌謡エクスプレス（1981年 - 1996年）
  - サンデースーパーカーニバル（1996年4月[注 26] - 2006年4月 ）
  - ポップランド（1981年[注 27] - 2006年4月）
- 遠藤理のボン・ディマンシュ（1998年4月12日 - 2006年4月2日、13:00 - 17:00 →12:00 - 16:20）
  - CREOサウンドシティー（ - 2004年10月） - 開始時には平日14時台に放送されていたが、後に日曜日に移動（移動した時期は不明）。2002年4月からは『ボン・ディマンシュ』に内包される。
- Rhyming Flow Market（2006年4月16日 - 2008年3月30日、12:00 - 16:00→12:00 - 15:30）
- Heart Station（2008年4月13日 - 9月28日）
- ラジパル+（2008年10月5日 - 2010年4月4日、12:00 - 15:00→13:00 - 15:00→13:00 - 16:00）
- iiasつくば トーキングモール プラス[注 28]（2008年11月2日 - 2009年6月28日、12:00 - 13:00）
- IT's きたかん（2010年4月11日 - 2015年3月22日、13:00 - 16:00） - 栃木放送と同時放送[注 29]。
- JRル・トラン広場
- 相川七瀬の神結び縁結び（2015年8月 - 2016年1月）
- 宮路オサムと幡千恵子のラジオは545（ - 2020年3月）
- 奈良崎正明のエンカだよ!（ - 2020年6月）
- サンデーミュージックアワー（ - 2020年9月）
- JUVENILEのINTERWEAVE（2021年5月[77] - 11月）
- イマヤスがアシストしちゃうぞ（2021年10月 - 2022年3月）
- 小倉良のAll that Music!（ - 2022年9月）
- 平成カンカン娘（1999年 - 2003年のナイターオフ期）※茨城放送プロモーション制作
- IBSカラオケ道場（2003年10月 - 2004年3月、19:30 - 20:00）
- NEXT（2012年4月 - 9月）
- 夜はともだち〜MoriMori Night〜（2012年10月 - 2013年3月）
- えこのはなうたのススメ（2004年4月 - 2010年3月、2011年10月 - 2020年9月）
- レコードカフェからこんばんは（2014年10月 - 2020年7月12日）
  - レコードカフェ SIDE B（2020年7月26日[78] - 2020年9月）
- ラテンフォルクローレをご一緒に（1978年4月2日 - 2023年11月26日）
- J・K HIP-HOP（2021年5月23日 - 2024年3月31日）
- 佐川はじめ 叙情歌の旅
- Idol to LuckyFes（2024年4月 - 2025年3月）

##### その他
- IBSダイヤル
- 心の歌演歌ひとすじ（開始時期不明 - 2006年4月[注 30]）
- 集まれ!遊んデコ仲間（毎年1月 - 3月頃に放送）
- 拝啓 団塊の皆様→拝啓 団塊の皆様そのII
- Masaco 歌のタイムマシン（2005年11月4日 - 2011年4月3日）
- 歌謡サンデー
- 亀宗ミュージックイン
- ブックマークIBS（2010年4月 - 2020年3月） - 5分間の番宣番組。前身は2010年3月まで放送された『情報Banぐーみ特捜部』。
- ウィークリーIBS（ - 2020年3月）
- 音の落書 グットタイムミュージック
- 民謡つづれ織り
- ふるさとのわらべ唄
- 茨城万葉の旅
- 二人のウイークエンド
- 週刊ヒット探偵団（1999年4月 - 9月、月曜 21:15 - 21:45）
- エピソードM（1999年10月 - 2002年3月）
- リクエストジャンボリー - 「相川由春のよしまろ仮面」が人気だった。
- ミッドナイトジョッキー
- OKです!（2001年10月7日 - 2002年9月30日、日曜

21:05 - 21:50→月曜 19:00 - 19:30）
- IBS歌謡ベストテン→歌謡ヒットランキング（? - 1981年）
- MALTAと秀香の先制攻撃（1996年10月 - 2000年3月） - パートナーの秀香（しゅうか、歌手）の所属事務所がメインスポンサーとなっていた。
- 好感触ラジオ聞くエモン（1999年10月 - 2000年3月、月曜21:15 - 21:45）
- BE-BOPアイドル（2000年4月3日 - 2001年3月31日、月曜 21:15 - 21:45→土曜 21:05 - 21:35）
- ショウアップ 演歌ヒット速報
- Jr.は〜い!ウェイターズ・トークラジオ（2000年4月 - 9月、金曜24:30 - 25:30） - 金曜深夜の時間帯に放送された。
  - ウェイターズ・トークラジオ（2000年10月 - 2001年3月、日曜19:30 - 20:00）
- THE MUSIC PLANETS（2001年4月 - 2002年?月、月曜20:05 - 20:55）
- がんばれ!!鹿島アントラーズ（1993年4月 - 2013年6月）
- 水戸ホーリーホックマガジン（2004年4月 - 2013年6月）
- マシコタツロウのプリプロルーム（2003年4月 - 2008年9月、月曜 21:30 - 22:00→月曜 21:05 - 21:50→月曜 20:00 - 20:50）
  - マシコタツロウの"真"プリプロルーム（2011年10月 - 2014年9月）
- MUSIC EYE（2007年4月 - 2008年3月）
- カラオケ自慢 あなたがスター
- 三好鉄生の鉄生・音・座・ロック（2007年10月 - 2008年3月）
- 夜生プロモ（2009年4月 - 2012年9月） - ナイターシーズン期は火曜 18:20 - 21:50、ナイターオフ期は日曜 20:00 - 22:00に放送。
- あきら・みずきの「きっとヒット歌謡曲」（2012年10月 - 2015年3月）
- 水戸ご当地アイドル（仮）のねばれるラジオ（2013年4月 - 2014年3月）
- ロケットナイト（2013年10月 - 2015年3月）
- すいたんすいこうのすいすい水曜茨城愛♥（2013年10月 - 2014年3月）
  - すいたんすいこうのすいすい水曜茨城愛（ - 2022年3月）
- さいとうゆいのプリガドゥーン!（2013年10月 - 2014年3月）
- 朗読「光圀伝」（2014年4月 - 2015年6月15日。月曜 - 水曜 21:30 - 21:45、日曜 18:15 - 19:00に再放送）
- 水戸ミュージックフリーク（2014年10月 - 2015年3月）
- はなわちえのCoLoRfulいばらき（2015年4月 - 2017年4月）
  - はなわちえのHello,World（2017年5月 - 9月）
- ふるすぅいんぐMonday（ - 2018年6月）
- BxAxGのバカニバル
- 一声のもっと音楽を!
- 安達勇人の〜ADACHI HOUSEに来たらいがっぺよ〜
- Pop-Up Radio
- Footballいばらき（2013年7月 - 2020年9月）[注 31]
- オスペンギンのハッスルナイトR（2013年10月 - 2021年3月）
- グロービスみんなの相談室（2020年4月 - 2024年3月）
- ラジオフリークス（2023年4月 - 2024年3月）
- Lady go!いばらき〜明日へのステップ〜（2021年4月 - 2025年3月）
- 鈴華ゆう子のJapanese Treasures（2023年10月 - 2025年3月）

##### 広報番組
- ラジオ県民室
- ハーモニータイム
- いきいき下館
- さわやかTODAY土浦
- きらめき金砂郷

##### 特別番組
終夜放送開始前は、節目にあわせてラジオマラソン（開局35周年記念。1998年11月14日 - 15日）や年越し特番（1999年度・2000年度…など）といった企画・放送された。
- あなたが決めるIBS紅白歌合戦 - 1997年までは『NHK紅白歌合戦』よりも1日早い12月30日に放送されていた特別番組。事前にハガキでノミネート曲を決定し、当日電話で赤組・白組どちらの勝ちかの投票を受け付け、ハガキ・電話投票者の中から数名に「お年玉」がプレゼントされた。
- 茨城放送の日（1999年（平成11年）9月7日、AM水戸局の周波数が1197kHzであることにちなんで）
- IBSラジオスペシャル（ - 2008年度） - ナイターオフ期の土曜日に編成された特別番組枠。
- 先輩からのメッセージ（年6回放送） - 県提供の教育番組。県出身の著名人が母校（小・中・高校）で行った講演会の模様を30分に編集して放送。
- プレシャスサタデー（2020年9月までは土曜最終週 20:00 - 21:00）

### その他（ネット受け等）
特記のないものを除き、☆はニッポン放送制作、△は文化放送制作。
LuckyFMで終了した番組が制作局等で放送されている場合は「●」印を付けている。
- NRNナイター中継（ナイターシーズン期）
  - IBS土曜ショウアップナイター（土曜日）☆・ IBS日曜ショウアップナイター（日曜日）☆ - 1993年度まで[注 32]。
  - 茨城放送ダイナミックナイター（1994年度[注 33] - 2021年度まで）☆△●
- NRN平日ナイターオフ番組（19時・20時枠）
  - NISSANナマ生ステーション - NRN加盟前だがネット☆
  - ヨッ!お疲れさん（ - 2001年度ナイターオフ期[注 34]）☆
  - Super Music Stadium（2000年ナイターオフ期）☆
  - ナイターニュース（2002年度ナイターオフ期）☆
  - ショウアップナイターストライク（2003 - 2005年度ナイターオフ期）☆
  - ショウアップナイターネクスト（2006・2007年度ナイターオフ期）☆
  - 松本ひでおのショウアップナイターGO!GO!（2008年度ナイターオフ期）☆
  - ショウアップナイターバッテリー（2009年度ナイターオフ期）☆
  - 広瀬香美 ラジオdeフォロ〜ミ〜（2010年度ナイターオフ期）☆
  - 松本ひでお 情報発見 ココだけ（2011 - 2012年度ナイターオフ期）☆
  - 〜今日も一日〜 Good Job ニッポン（2013年度ナイターオフ期）☆
  - 今夜もオトパラ!（2014 - 2016年度ナイターオフ期）☆
  - オールナイトニッポンPremium（2017 - 2018年度平日ナイターオフ期、2019年度土曜日ナイターオフ期）☆
  - ザ・フォーカス（2019年度ナイターオフ期[注 35]）☆
- ミュージックギフト〜音楽・地球号△
- ココロのオンガク 〜music for you〜△
- セイ!ヤング21△ - 21時からの遅れネット。ただし、前半1時間のみの放送。『甲斐よしひろのセイ!ヤング21スペシャル』として●
- ラジオアミューズメントパーク（2003年ナイターオフ期）△裏送り●
- NRN日曜ナイターオフ番組（19時台）
  - ラジオふるさと便（ - 2012年度）△
  - キニナル（2013 - 2017年度）△
  - 竹中功のアロハな気分（2018・2019年度）△
- @llnightnippon.com（2001年4月 - 2003年3月）☆ - 現在は『オールナイトニッポン』として放送。
- オールナイトニッポンR／allnightnippon-r（2001年4月 - 2018年3月）☆ - 現在は『オールナイトニッポン0』として放送。
  - オールナイトニッポンエバーグリーン（2003年 - 2009年4月）☆ - 現在は『オールナイトニッポン0』として放送。
- 火曜日〜金曜日4時30分枠☆
  - トキちゃんの今日もいい朝!歌謡曲!!☆
  - 桜庭亮平 朝刊フジ☆
  - 山口良一 今日もいきいきあさ活ニッポン☆
- 歌めぐり風だより
- キンキラKinKiワールド☆
- 中居正広のSome girl' SMAP☆ - 『中居正広 ON&ON AIR』として●
- Dream Factory（1996年4月 - 2004年9月）
- 山田五郎と早見優のWeekend Living（2004年10月 - 2005年3月）※JFNC制作
- 平日22 - 23時枠（NRNからのネット受け）
  - HOT'n HOT お気に入りに追加!（IBSでは2004年10月 - 2005年3月）☆
  - デーモン小暮 ニッポン全国 ラジベガス（2005年4月 - 2005年9月）☆
  - 東貴博 ニッポン全国 ラジベガス（2005年10月 - 2006年9月）☆
  - ヤンピース（2006年10月 - 2008年9月）☆
  - 銀河に吠えろ!宇宙GメンTAKUYA（2008年9月 - 2009年11月）☆
  - オールナイトニッポンGOLD（2009年11月 - 2020年9月）☆●
  - オールナイトニッポン MUSIC10（- 2021年3月）☆●
- ラジオはアメリカン→WE2タマゴの…キミ→大槻ケンヂとタマゴのキミっ→ラジオはカプチーノ - TBSラジオ発のナムコ一社提供番組だったが、番販扱いでノースポンサーで放送された。
- KAMcomeキングダム（2003年4月 - 2004年3月）[注 36]
- 松本典子 にんじん姫のサラダ注意報（1987年10月 - 1991年3月）△裏送り
- NTT FAX PARADISE（1996年4月 - 1997年3月）[注 37]
- 谷理沙のBEAUTIFUL NIGHT（2000年 - 2001年） - アーティストハウス・ピラミッド所属のグラビアアイドルが出演
- お笑い無法地帯
- 水谷優子のアニメ探偵団2!
- モッチー・ちなちなのラジオわるQ（2002年4月 - 2004年3月）※ラジオ大阪制作[注 38]
- チータの人生一路
- 松原のぶえの音楽とお茶しましょ
- DOGGY BUGのドギマジ!
- 夢!トライアル21
- HOW THE MUSIC
- ワタナベスナフの酩酊ラヂヲ（2003年1月 - 9月）
- 中央教育ラジオ受験講座（ - 2005年11月） - スポンサーの都合により受験シーズン前に終了
- ナベ・とものチアーズランド（IBSでは2003年10月 - 2006年7月）※東北放送制作
- 土井淳の元気UP!朝一番!（ - 2006年9月）☆裏送り
- 小泉総理 ラジオで語る（ - 2006年9月）
- どーんと来い!あなた任せデス（ - 2007年3月）
- こんにちは青空たのしです（ - 2006年度）
- TOYOTA DRIVING TALK（ - 2007年3月）☆
- トヨタ プレシャス・ボックス!（ - 2007年3月）☆
- お元気ですか北島三郎です（ - 2007年9月）
- ダイハツシンプル・ビューティ 黒木瞳 ホッとGoing（ - 2007年9月）☆
- A&G 超RADIO SHOW〜アニスパ!〜（2005年度、2007年度 - 2008年度ナイターオフ編成時[注 39]）△
- キョートリアル!コンニチ的チュートリアル（2008年10月 - 2009年9月）●※KBS京都制作
- 震災情報 官邸発（2011年4月 - 6月）※TOKYO FM制作
- 政策情報 官邸発（2011年7月 - 2013年3月）※TBSラジオ制作
- Heavy Metal Syndicate（ - 2011年4月）
- ROCKETMAN SHOW!! ※J-WAVE制作[注 40]
- 藤本義一"ここがおかしい" - 裏送り番組でJRN系列外ネット
- 林原めぐみのHeartful Station※キングレコード制作
- おどろき戦隊 モモノキファイブ（2015年4月 - 2017年9月）※ラジオ関西制作
- びばりば!!（2017年10月 - 2018年9月）※ラジオ関西制作
- 福山雅治のオールナイトニッポンサタデースペシャル・魂のラジオ☆
- オールナイトニッポンサタデースペシャル 大倉くんと高橋くん☆
- 増田太郎 ミュージックシュタイン
- ガールズ&パンツァーRADIO ウサギさんチーム、訓練中!（2015年7月 - 12月）※インターネットラジオステーション〈音泉〉（インターネットラジオ）制作
- 欅坂46 こちら有楽町星空放送局（2016年ナイターオフ編成時のみ）☆『櫻坂46 こちら有楽町星空放送局』として●
- 中村こずえのみんなでニッポン日曜日!（2015年4月5日 - 2017年10月1日） - ☆裏送り[注 41]
- 川嶋あい On The Street（2019年4月1日 - 9月23日） ※かしわプロダクション制作
- 中国直行便（2018年 - 2019年）※中国国際放送制作
- 吹奏楽の時間（ - 2020年3月） ※朝日放送ラジオ制作[注 42]
- 髭男爵 山田ルイ53世のルネッサンスラジオ△● - Podcast QR移行後の2010年度-2014年度と2016年度のナイターオフ編成限定
- 多岐川舞子のちょっと聞いておくれやす。（ - 2020年12月）
- 松村邦洋のOH-!邦自慢（2015年4月5日 - 2021年3月）●※山口放送・かしわプロダクション制作
- ミュージックフォトブック（ - 2021年3月）
- 城之内早苗のハートフル・ダイアリー（ - 2017年3月、2017年10月 - 2021年3月）
- 柏原芳恵のJunpin'Music（ - 2020年9月、2021年1月 - 2021年3月）
- J-BLOODのポップンロールコレクション（ - 2021年3月）●※栃木放送制作
- LEMSの里山彩りMusic!!（2020年10月 - 2021年3月）●※FMだいご制作
- 水森英夫のチップイン歌謡曲（ - 2021年3月）●※火曜会制作
- FirstMaker 〜希望のストーリー〜（2020年11月8日 - 2022年6月26日、2022年4月3日 - 4月24日はネット中断）
- 東京箱根間往復大学駅伝競走（ - 2022年）●※ラジオ日本制作
- アントラーズラウンジ（2020年10月 - 2023年1月）※FMかしま制作

## アナウンサー・パーソナリティー

### アナウンス室所属
- 2014年4月 - 菊地真衣（編成事業部アナウンス室長）
- 2023年3月 - 煙山ゆう（実父はニッポン放送アナウンサーの煙山光紀）
- 2024年4月 - 小菅玲菜（元CBCラジオレポートドライバー）
- 2025年4月 - 向麗衣

#### アナウンス業務兼務社員
2021年1月現在、編成事業部や報道広報事業部といった編成・制作の部署などに、アナウンサー経験のある社員が在籍し、業務の一環としてアナウンスを行っている。もっとも、アナウンス業務を兼務する社員は、スポーツ実況、CM、ナレーション、ニュース読み、ニュース番組でのリポート、選挙速報、災害報道、特別番組のパーソナリティ、メインパーソナリティー不在時のピンチヒッターなど、事実上アナウンサーと変わりない業務を兼務している。
- 鹿原徳夫（1991年4月入社、記者との兼務[82]を経て、現在は制作、営業との兼務[83]）
- 立川晶（1994年4月入社、記者との兼務[84]）
- 樋口直実（常務取締役を経て、現在は「防災キャスター」として防災関連番組に出演）

### 企画事業部所属
2016年5月まで株式会社IBS（旧・茨城放送プロモーション）所属であったが、合併により茨城放送営業局企画事業部所属となった。茨城放送企画事業部ではこれらのアナウンサーを「所属タレント」として扱っている。●は元茨城放送アナウンサー、○は元スクーピー・スウィングレポーター。
- 飯田利夫●（1999年春に定年退職。「ラテンフォルクローレをご一緒に」「レコードカフェ」に出演）
- 市村俊夫●（現在は「吟詠百選」に出演）
- 太田絵里子○
- 今章子●
- 倉田希実子○
- 鈴木克枝○
- 高信佳子
- 築島雪枝
- 林美津子（旧姓・俵谷。元宮崎放送）
- 柴田明子（元IBC岩手放送）
- 木村仁美○
- 小田貴子（元テレビ岩手、とちぎテレビアナウンサー。元NHK宇都宮放送局キャスター）

### 退職したアナウンサー
（五十音順）
- 相川由春（2008年に定年退職）
- 芦川愛子（2006年3月31日付で退社。現在はフリーアナウンサー）
- 阿部重典（1986年4月 - 2025年6月、2020年6月から2025年6月までは代表取締役社長との兼務[86]。2025年6月で退社し、フリーアナウンサーに転身[87][88]）
- 有沢義之（北日本放送へ移籍、現在は退社）
- 石井哲也（2020年9月 - 2022年7月、編成事業部リーダーとの兼務[89]）
- 石田絵里奈（オールウェーブ・アソシエツより文化放送に派遣）
- 今村正大（1973年 - 1980年、テレビ信州開局時に移籍、現在は退社）
- 遠藤理（現在はフリーアナウンサー。オフィス・キッツに在籍）[90]

退職後も『ボン・ディマンシュ』を担当した。現在は『ふるさと放送局』や、調布FMで平日朝のワイド番組、サッカー中継を担当している。
- 小川啓子（FMぱるるん代表取締役、愛称「パンダさん」）
- 大島千穂（2019年4月 - 2023年6月）
- 大和田憲子（2004年秋に退職）

退職後はフリーアナウンサーとなり、『ハーモニータイム』、『日産イブニングウェイブ』やニュースなどの夜間アナウンスを担当。その後2024年3月まで土曜のニュースなどを担当した。
- 小貫信之（『お元気ですか小貫信之です』、『心の歌演歌ひとすじ』などを担当。編成局長、常務取締役、監査役を経て退職）
- 金川恵理[92]（2020年2月で退社[93]、同年4月からフリーアナウンサーに転身[94]）
- 木村さおり（旧姓・齋藤。2010年4月からフリーアナウンサーに転向）
- 斉藤具子（1994年春に退職）
- 佐藤彩希（2018年3月31日付で退社[95] 2018年4月16日[96] - 2018年8月10日[97]、STVラジオ「ランラン号」第106代キャスタードライバー。 2018年8月20日[98] - 2020年3月27日[99]潮来市地域おこし協力隊[98]）
- 高木圭二郎（2015年末をもって退職）
- 高橋圭太（元静岡朝日テレビ → IBC岩手放送、2016年4月 - 2020年3月。退職まで報道防災センター記者と兼務だった[100]。同年4月より2021年まで秋田テレビに在籍）
- 田中里実（2010年7月 - 2015年3月）
- 田中正史（元RADIO BERRY、2012年4月 - 2016年2月。同年3月より8月までさくらんぼテレビアナウンサー。現在は文化放送の報道記者）
- 田辺昭雄（2011年11月末をもって定年退職。2021年死去）
- 内藤きみ子（別名義：ないとうきみこ、深夜番組『夜のプロムナード』などを担当）
- 永井淑子（契約アナ・テレビユー福島より移籍）
- 新口絢子（2011年4月 - 2014年2月。同年4月よりNHK奈良放送局キャスター）
- 野村邦夫（1979年 - 1991年、文化放送へ移籍後は「野村邦丸」と名乗り活動中）[90]
- 林晃（1963年入社、西日本放送より移籍。1963年4月1日の開局第一声、高校野球県大会の実況中継などを担当）
- 藤田加奈子（現在はフリーアナウンサー。2016年現在もラジオCMに出演）
- 古瀬俊介（1986年 - 2013年12月末、退社後も『footballいばらき』やサッカー中継を担当）
- 堀江ゆかり（現在はフリーアナウンサー）
- 増田明美（テレビ宮崎、青森朝日放送を経て瀬戸内海放送勤務）
- 松井裕子（2006年3月31日付で退社）
- 蓑輪史織（2020年7月 - 2023年3月、2023年4月からNHK水戸放送局キャスター）
- 宮田英里（元放送大学、2011年4月 - 2014年5月。産休を経て、NHK水戸放送局キャスター）
- 元田芳（2018年6月で退社[101]、同年7月より2022年3月までとちぎテレビアナウンサー[102]）
- 山内よし枝（2003年に退職。2020年の休止まで「レコードカフェ」に出演）
- 山下真保子（2018年4月 - 2022年3月）
- 渡辺美奈子（2017年4月より『MUSIC STATE』に出演）

### パーソナリティ（フリーアナ・タレント他）
（カッコ内は所属事務所など）
- KATSUMI（ロックミュージシャン、シンガーソングライター）
- イマヤス
- 京太朗
- たかとりじゅん（オールウェイブアソシエイツ → ライトハウス）
- くまきもえ
- 山口あや
- 茂木雅世
- まつもとたくお（音楽ライター）
- 筧真帆（日韓音楽コミュニケーター）
- 桐原美月（アイドル、CANDY TUNEメンバー）
- マシコタツロウ（ミュージシャン）
- DJ DRAGON
- 柏村星良（実父は元中国放送アナ・元参議院議員の柏村武昭）
- バロン山崎（ナレーター）
- 廣瀬千鶴
- オズワルド（吉本興業）
- MiC
- 水間有紀（タレント）
- 中村ナツ子
- 有働文子（フリーアナウンサー、元スクーピーレポーター）
- 磯山純（水戸市を拠点に活動するシンガーソングライター）
- 須藤涼子（すいたんすいこうマネージャー）
- 安達勇人（声優・俳優）
- KEN EBISAWA（歌手）
- DJ YU-KI
- ジェームス英樹（ローカルタレント）
- 茨城王（イバラキング）
- Ashley（ラッパー）
- ムッチー鈴木（2020-2021、2022-2023、2023-2024シーズン茨城ロボッツ・アリーナMC）
- 宇宙まお
- 大森雅俊（プロバイクレーサー）
- 丸山裕理
- 田中泉
- 瀧口友里奈
- 今井友理恵
- Bray me（ガールズロックバンド）
- 赤プル
- オスペンギン（吉本興業・よしもと住みます芸人）
- 加藤里保菜
- スギム（クリトリック・リス）
- 愛どん（クリトリック・リススタッフ）
- 橋満克文（起業家、株式会社アールアールジェイ代表取締役）
- 佐咲紗花
- 根本凪（VTuber、元でんぱ組.inc・虹のコンキスタドール）
- 稲葉茂（水戸ライトハウス店長）
- 山田将司（THE BACK HORNメンバー）

#### 過去
- 田村陽子（ホリプロ）
- 栗原美季（ホリプロ）
- 生井富美子（フリーアナウンサー・クラブ）
- 斉藤リョーツ
- 中嶋みさ（OFFICE KR、開運改名前は「清水みさ」だった）
- 木谷真美（ホリプロ）
- 貞包みゆき（ホリプロ）
- 安田美香（ホリプロ）
- 別府彩（ホリプロ）
- 上恭ノ介（リベルタ）
- 神尾和希子
- 松浦真紀
- 安藤かおり（ライトハウス）
- 田中御早希（ホリプロ）
- Masaco（シンガーソングライター）
- 梅嶋教信（僧侶）
- 桂米多朗
- 甲斐真里
- 佐久間一行（吉本興業）
- ayako_HaLo（ミュージシャン、写真家）
- 山田タポシ（WEBディレクター）
- 神原千恵（元NHK水戸放送局キャスター）
- 川又啓蔵（会社経営、フリーアナウンサー・レポーター）
- 金井優子（フリーアナウンサー）
- 田中歩（フリーアナウンサー）
- 上田まりえ（元日テレアナウンサー）
- 粕谷智成
- 水越恭子（元スクーピーレポーター、2021年3月までは茨城放送記者として勤務）
- カリスマカンタロー
- 川口智美（ホリプロ、元北日本放送アナウンサー）
- JUVENILE
- 長谷部愛（元スクーピー・スウィングレポーター）
- すいたんすいこう
- 小口日出彦（ジャーナリスト）
- 皆川社長
- トムソー13世
- 山田真以
- 佐藤千晶
- 須藤寿（髭）
- 大畠なつき（那珂市観光協会宣伝部長）
- 小倉良
- TRILL DYNASTY
- 金田優香（元NHK水戸放送局キャスター）
- 菖蒲理乃
- 八木志芳（元ラジオ福島アナウンサー）
- 細田阿也
- 名越涼
- 磯山さやか
- 伊達朱里紗
- 森下由香（元西日本放送アナウンサー）
- スミス春子ユニス（元静岡朝日テレビアナウンサー）
- 鈴華ゆう子（和楽器バンドボーカル）
- 古谷経衡
- 大内征（低山トラベラー・旅文筆家）
- 安藤銀一（RMU→日本プロ麻雀連盟所属プロ雀士）
- 日吉辰哉（日本プロ麻雀連盟所属プロ雀士）
- 襟川麻衣子
- 菅原千瑛
- カナミル（おやすみホログラム）
- 村田智史
- 松井太郎（とっとりプロフェッショナル人材戦略拠点 戦略マネージャー）
- 坪井安奈（複業家）

## ステーションキャラクター
キャラクターとして「いばらじおん」がいる。口が茨城放送の5つの特徴を意味する「5」で表されているライオン。ただ、彼はIBS時代に誕生しており、目を「I」「B」、口を「S」で表現していた。また、FM補完放送開始に伴いいばらじおんの弟「えふらじおん」が登場。目を「I」「F」、口を「M」でそれぞれ現し、タイムテーブルなどでも兄弟で描かれていたが、LuckyFMに愛称が変更されたことで姿を表さなくなった。

## 過去の関連会社
- 株式会社IBS（旧 株式会社茨城放送プロモーション） - 元々茨城放送の関連会社として広告代理店、アナウンススクール運営などを手掛けていたが、茨城放送本体が保有していた放送設備を移される形で基幹放送局提供事業に参入。2016年6月1日茨城放送と合併し、茨城放送が義務の一切を承継した[103]。